# Ber Groosjohan
Bernardus "Ber" Groosjohan (Rotterdam, 16 de juny de 1897 - Rotterdam, 5 d'agost de 1971) fou un futbolista neerlandès que va competir a començaments del segle xx.
El 1920 va prendre part en els Jocs Olímpics d'Anvers, on guanyà la medalla de bronze en la competició de futbol. Quatre anys més tard, als Jocs de París fou quart en la competició de futbol.
Pel que fa a clubs, defensà els colors del VOC Rotterdam. Amb la selecció nacional jugà 14 partits, en què marcà 5 gols.